# Niklas Hoheneder
Niklas Hoheneder (* 17. srpna 1986, Linz, Rakousko) je rakouský fotbalový obránce, v současné době působící v týmu SC Paderborn.

## Klubová kariéra
Je odchovancem lineckého klubu LASK Linz, jehož barvám byl věrný až do svého přestupu do Sparty Praha v létě 2009. 

Do prvního mužstva tehdy druholigového LASKu poprvé nakoukl v sezóně 2003/2004 a již od nadcházejícího ročníku - ve svých 18 letech - začal stabilně nastupovat na místě středního obránce. V sezóně 2006/2007 se pak podílel na postupu do elitní rakouské fotbalové soutěže, ačkoliv v tuto dobu ne vždy nastupoval v základní sestavě.
Jeho přestup do Sparty byl médii avizován již v zimní přestávce sezóny 2008/2009, avšak Hoheneder se nakonec rozhodl dodržet dobíhající smlouvu v Linci a do Sparty přichází v létě 2009 jako volný hráč.
8. července 2010 nastoupil v dresu Sparty k historicky prvnímu zápasu Českého Superpoháru, který sehrávají mistr ligy a vítěz národního poháru uplynulého ročníku.

## Reprezentační kariéra
- Byl členem reprezentačních výběrů Rakouska do 19 a 21 let.